# Corba deltoide

La corba vermella és una deltoide.

En geometria, una corba deltoide, també coneguda com una Corba de Steiner, és una hipocicloide de tres cúspides. En altres paraules, és la ruleta (corba) creada per un punt en una circumferència mentre roda sense lliscar per l'interior d'una circumferència amb un radi tres vegades més gran. També es pot definir com una ruleta similar on el radi de la circumferència exterior és 3/2 el de la que gira. Pren el nom de la lletra grega delta (Δ) per la similitud amb la seva forma.

## Equacions

Un segment de recta llisca amb cada extrem sobre la deltoide i roman tangent a la deltoide. El punt de tangència es desplaça al voltant del deltoide dues vegades mentre cada extrem es desplaça al seu voltant només una vegada.

Una deltoide es pot representar (tret d'una rotació i una translació) per les equacions paramètriques següents
{\displaystyle x=2a\cos(t)+a\cos(2t)\,}
{\displaystyle y=2a\sin(t)-a\sin(2t)\,}
on a és el radi del circumferència que roda.
En coordenades complexes això esdevé
{\displaystyle z=2ae^{it}+ae^{-2it}}.
La variable t es pot eliminar d'aquestes equacions per obtenir l'equació cartesiana
{\displaystyle (x^{2}+y^{2})^{2}+18a^{2}(x^{2}+y^{2})-27a^{4}=8a(x^{3}-3xy^{2})\,}
i per tant és una corba algebraica plana del grau quatre. En coordenades polars això esdevé
{\displaystyle r^{4}+18a^{2}r^{2}-27a^{4}=8ar^{3}\cos 3\theta \,}.
La corba té tres singularitats, cúspides que corresponen a {\displaystyle t=0,\,\pm {\tfrac {2\pi }{3}}}. La parametrització anterior implica que la corba és racional, la qual cosa implica que tingui gènere zero.
Un segment de recta pot lliscar amb cada extrem sobre la deltoide i romandre tangent a la deltoide. El punt de tangència es desplaça al voltant del deltoide dues vegades mentre cada extrem es desplaça al seu voltant només una vegada.
La corba doble de la deltoide és
{\displaystyle x^{3}-x^{2}-(3x+1)y^{2}=0,\,}
que té un punt doble a l'origen que es pot fer visible dibuixant la corba després d'aplicar-li una rotació imaginària y ↦ iy, el que dona la corba
{\displaystyle x^{3}-x^{2}+(3x+1)y^{2}=0\,}
amb un punt doble a l'origen del pla real.

## Història
Les cicloides ordinàries les varen estudiar Galileo Galilei i Marin Mersenne el 1599 però les corbes cycloidals es varen plantejar per primera vegada per Ole Rømer el 1674 mentre estudiava la millor forma per a les dents dels engranatges. Leonhard Euler és qui va estudiar per primera vegada la deltoide actual el 1745 en la connexió amb un problema òptic.

## Aplicacions
Les deltoides sorgeixen en uns quants camps de les matemàtiques. Per exemple:
- El conjunt de valors propis complexos de les matrius uniestocàstiques d'ordre tres formen una deltoide.
- Una secció del conjunt de matrius uniestocàstiques d'ordre tres forma un deltoide.
- El conjunt de les traces possibles de les matrius unitàries que pertanyen al grup SU(3) formen una deltoide.
- La intersecció de dos deltoides parametritzen una família de matrius complexes de Hadamard d'ordre sis.
- El conjunt de totes les rectes de Simson d'un triangle donat, formen una evolupant en forma d'una deltoide. Aquesta es coneix com la deltoide de Steiner o la hipocicloide de Steiner en honor de Jakob Steiner, qui va descriure la forma i la simetria de la corba el 1856.[1]